# Erythresthes bowringii
Erythresthes bowringii là một loài bọ cánh cứng trong họ Cerambycidae.